# І ніч схиляється до наших лиць
І ніч схиляється до наших лиць — шостий альбом блек-метал гурту Khors. Виданий лейблом Candlelight Records 20 квітня 2015-го.

## Список пісень
На сингл «Мій козацький шлях» 26 квітня 2015-го, під час фестивалю Kyiv Black Mass, також було відзнято Live-video.
| #     | Назва                                              | Тривалість |
| ----- | -------------------------------------------------- | ---------- |
| 1.    | «Ні клятв, ні сліз, ні колін!»                     | 06:47      |
| 2.    | «Долина мертвих птахів»                            | 06:03      |
| 3.    | «Шляхом кривавих доріг»                            | 04:42      |
| 4.    | «І ніч схиляється до наших лиць» (інструментальна) | 02:59      |
| 5.    | «1664»                                             | 04:41      |
| 6.    | «Востаннє»                                         | 05:26      |
| 7.    | «Струнке павутиння самотності»                     | 05:13      |
| 8.    | «Мій козацький шлях»                               | 07:46      |
| 43:37 |                                                    |            |

## Склад
- Jurgis — вокал, гітара
- Helg — вокал, гітара
- Khorus — бас-гітара
- Khaoth — ударні

### Запрошені виконавці
- Saturious — клавішні
- Marywind — клавішні